# Aubenton
Aubenton és un municipi francès situat al departament de l'Aisne i a la regió dels Alts de França. L'any 2017 tenia 657 habitants.

## Demografia
El 2007 la població de fet era de 703 persones. Hi havia 276 famílies i 358 habitatges.

## Economia
El 2007 la població en edat de treballar era de 401 persones. Hi havia 32 establiments i entitats de l'administració pública.
L'any 2000 a Aubenton hi havia 26 explotacions agrícoles que conreaven un total de 840 hectàrees.
El 2009 hi havia un farmàcia una ambulànci i una escola elemental.